# Alexandrosz Janneosz Makkabeus
Alexandrosz Janneosz Makkabeus (ógörögül: Ἀλέξανδρος Ἰανναῖος, latinul: Alexander Jannaeus), (?, i. e. 127 – ?, i. e. 76) zsidó király a Makkabeus-dinasztiából i. e. 103-tól 76-ig.

## Uralkodása
A királyi címet felvevő bátyja, I. Arisztobulosz Makkabeus rövid uralkodása után jutott a trónra. Háborúkkal sikerült egyesíteni Palesztina nagy részét, és kiterjesztette a zsidó uralmat számos szír, edomita, és főniciai városra és területre, így pl. 
- a tengerparton: Stratenos pyrogsra (későbbi Cézárea), Apolloniára, Joppéra, Jamniára, Asódra, Gázára, Raphiára, Rhinokorura;
- az ország belső részén: Adorára, Marisára, Idumeára, Samáriára, a Kármel-hegyre, a Tábor-hegyre, Skythopolisra, Gadarára, Gaulanitisra, Seleukisra és Gabalára;
- a moábita vidéken: Hesbonra, Mádábára, Libbára, Heronaimra, Aulonra és Pellára.

Pártolta a saducceusokat, és a farizeusok legyőzése után 800-at kereszte feszíttetett, illetve sokuk feleségét és gyermekeit is megölette. Uralkodása alatt vált világosan despotizmussá a korábban papi fejedelem Makkaebusok hatalma.
27 évig tartó uralkodás után hunyt el. Halála után rendhagyó módon felesége, Alexandra Makkabeus örökölte az országot.